# إيلختشي
إيلختشي (بالفارسية: ایلخچی) هي مدينة تقع في مقاطعة أسكو في إيران يقدر عدد سكانها بـ 13,927 نسمة.